# Schloss Morstein
Schloss Morstein ist die Bezeichnung für eine stauferzeitliche Spornburganlage in der Region Hohenlohe, deren Palas nach einem Brand im 16. Jahrhundert als Renaissance-Schloss wieder aufgebaut wurde. Die Anlage steht auf einem Bergsporn am Ortsrand des Weilers Morstein auf der Hochebene über der hier westlich fließenden Jagst. Der Weiler war früher Ortsteil der damals noch selbständigen Gemeinde Dünsbach und ist heute Teil der Stadt Gerabronn im Landkreis Schwäbisch Hall in Baden-Württemberg.

## Beschreibung

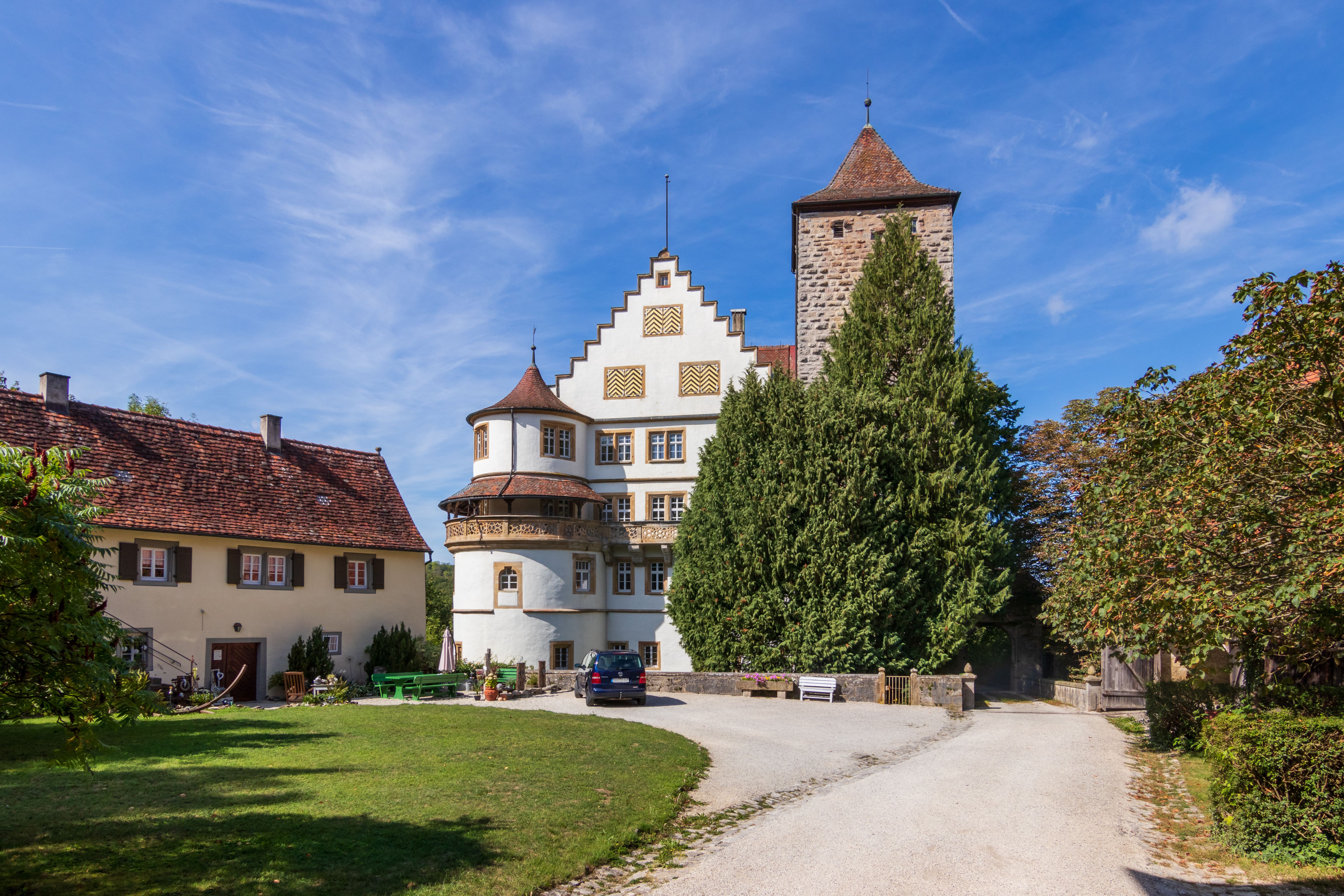
Bergfried mit Palas und Rundturm

Den nicht sehr spitz nach Westnordwesten auslaufenden Bergsporn zwischen Jagsttal im Norden und der hier nordwestlich laufenden Klinge des Dünsbachs, auf dem die Burg steht, trennt ein Halsgraben im Südosten der Anlage von Berg und Ort. Unmittelbar am Halsgraben erhebt sich eine Ringmauer, die sowohl die Vorburg wie auch die dahinterliegende Kernburg umfasst. Ein Rundturm an der Südspitze der Anlage im Winkel von Halsgraben und Dünsbachschlucht sichert die Vorburg, an ihn schließt sich im Inneren ein kleines Nebengebäude der Vorburg an der Schluchtflanke an. Längs des Abfalls zum Jagsttal im Norden zieht sich ein merklich größeres Nebengebäude der Vorburg von der Nordostecke der Anlage nach Westen bis zur Zwingermauer. Den Zugang zum Schloss ermöglicht eine sich über das Mittelstück des Halsgrabens spannende steinerne Brücke, die burgseitig von einem Fachwerktorturm gedeckt wird. Eine Abschnittsmauer schließt die Vorburg nach Westnordwesten ab.
Dahinter liegt innerhalb der Ringmauer ein innerer Graben, der von der Vorburg die Kernburg trennt, die sich dahinter erhebt. In diese gelangt man heute ebenfalls über eine steinerne Brücke, die anstelle einer mittelalterlichen Zugbrücke errichtet wurde, deren Reste heute noch nachweisbar sind. Die Mauer der Vorburg zum inneren Graben hin bildet hier mit diesem selbst und der Gegenmauer der Kernburg einen zwingerartigen Abschluss der Kernburg zum Berg.
Der aus Buckelquadern errichtete mittelalterliche Bergfried dominiert die Kernburg, er steht etwa in der Mitte der Mauer zum inneren Graben. In dessen Süden unmittelbar an ihn angebaut ist der als Schloss im Renaissancestil wiederaufgebaute Palas, das Hauptgebäude der Anlage, er präsentiert sich zum Ort hin mit einem prächtigen Staffelgiebel. Schluchtseitig abgeschlossen wird die Anlage durch einen mächtigen Rundturm an der Südecke auch von Kernburg und Palas. Ihn prägt eine stattliche Galerie, die sich auch am Hauptgebäude entlang fortsetzt.
Westnordwestlich an den Palas ist eine Kapelle angebaut. Nördlich des Bergfrieds steht im Eingangsbereich in der Ecke von Zwingermauer und Ringmauer ein weiteres Nebengebäude. Die übrige Kernburg nimmt in dessen Westen der große, von der Ringmauer umschlossene Burghof ein.

## Geschichte

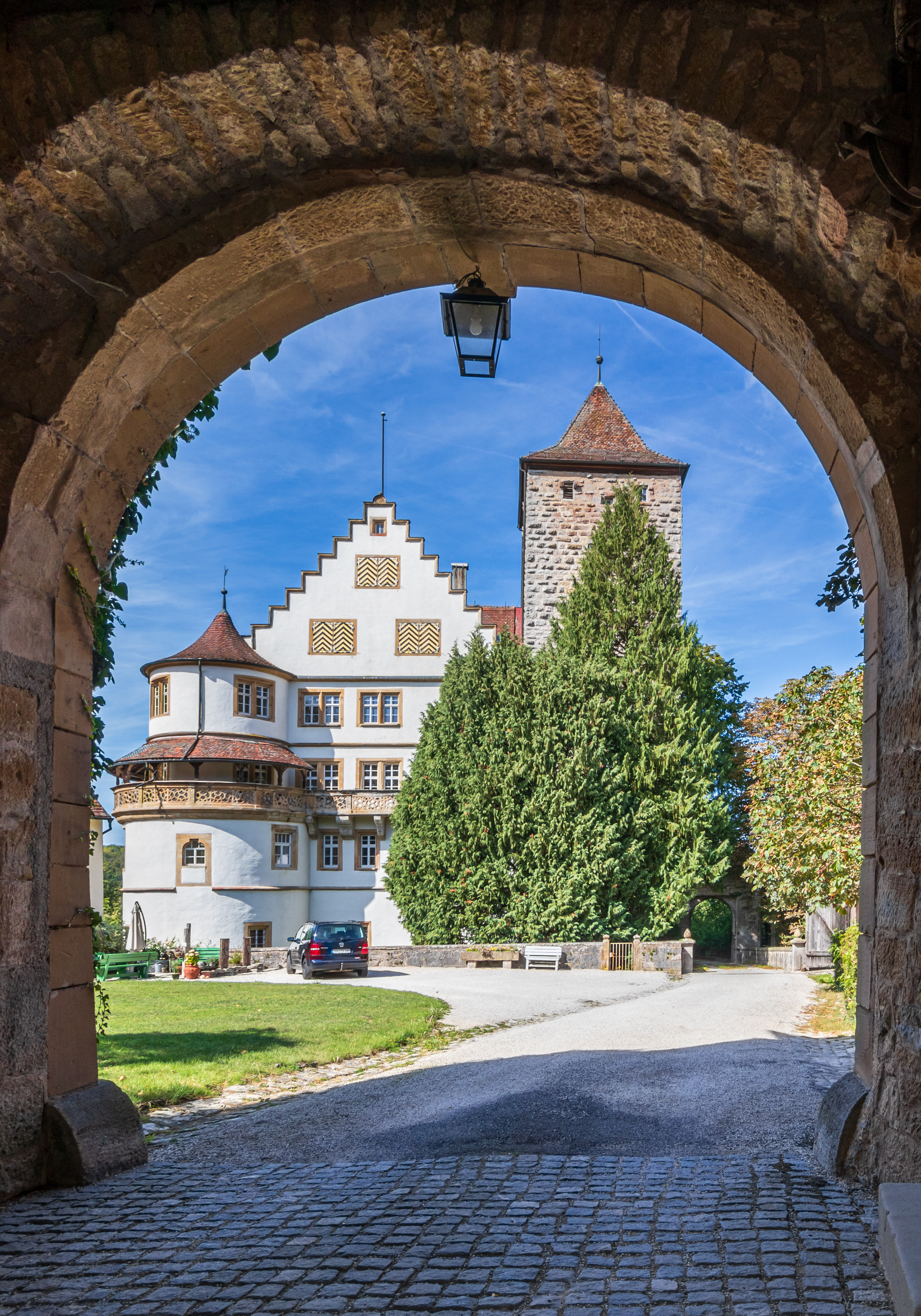
Blick durchs Tor

Die 1240 erstmals urkundlich erwähnten Herren von Morstein (auch Morschstein) errichteten im 13. Jahrhundert die Anlage als Ritterburg. Schon in der Mitte des 14. Jahrhunderts ging die staufische Burg in den Besitz des Rittergeschlechts der Herren von Crailsheim über, in deren Besitz sich die Anlage bis heute befindet.
Nach einem Brand der Burg im Jahre 1571 wurde der Palas, zusammen mit dem mächtigen Rundturm der Kernburg, als Schloss wieder aufgebaut. Nach einem weiteren Brand 1669 wurde an Stelle der früheren Gemeindekirche die Schlosskapelle errichtet, die ihrerseits nach neuerlichem Brand am Vormittag des Heiligen Abends 1969 durch den Neubau der evangelischen Auferstehungskirche Dünsbach 1973 im Ort ersetzt wurde. Als letzter Neubau der Anlage wurde 1758 das Torhaus erbaut.

## Trivia
Das Schloss Morstein ist einer der Schauplätze in Agnes Günthers Roman Die Heilige und ihr Narr und wird im Roman als Schloss Thorstein bezeichnet.